# Jispa
Jispa ist ein Dorf (Village) im Distrikt Lahaul und Spiti im Bundesstaat Himachal Pradesh in Indien.
Jispa liegt 20 Kilometer nordöstlich von Keylong am Fluss Bhaga und am Manali-Leh-Highway.